# К-1М6
К-1М6 — український трисекційний частково низькопідлоговий трамвайний вагон. Виробляється компанією «СП «Татра-Юг»» на виробничих потужностях Південного машинобудівного заводу.

## Історія
1 серпня 2015 року компанія «Татра-Юг» анонсувала презентації вагона К-1М6, що мала відбутися восени того ж року.
9 лютого 2016 року оголошено переможця конкурсу на найкращий дизайн вагона, а також анонсовано, що презентація трамвая відбудеться навесні 2017 року.
1 липня 2016 року, під час інвестиційного бізнес-форуму «Одеса-5Т», представник компанії «Татра-Юг» Інна Кердівара презентувала ескізний проєкт вагона.
5 травня 2017 року компанія представила новий трамвайний вагон. До роботи над вагоном було залучено близько 250 українських постачальників комплектуючих. Розробка та виготовлення трамваю тривало майже один рік.
12 вересня 2017 року вагон доставлений до Кам'янського для проведення випробувань.
2 травня 2018 року вагон прибув до Києва для проведення випробувань. Після цього почне експлуатацію на маршрутах Дарницького трамвайного депо.
У квітні 2019 року трамвайний вагон з бортовим номером 511 вийшов на 28-й «маршрут» у Києві (вул. Милославська — ст. м. «Лісова»).

## Конструкція

#### Салон
Вагон обладнаний місцем для розміщення людей з обмеженою мобільністю, кондиціонерами та Wi-Fi. В салоні встановлено ергономічні крісла для сидіння, систему інформування пасажирів та світлодіодне освітлення.
Максимальна пасажиромісткість — 267 пасажирів.

### Візки
Ходові візки обладнані двоступеневим підвішуванням. Гальма дискові, гідравлічні.

## Технічні характеристики
Основні характеристики вагона:
| Загальні характеристики                        | Загальні характеристики |
| ---------------------------------------------- | ----------------------- |
| Кількість секцій                               | 3                       |
| Кількість візків                               | 3                       |
| Частка низької підлоги                         | 70 %                    |
| Розміри                                        |                         |
| Довжина кузова вагона                          | 26 800 мм               |
| Ширина кузова вагона                           | 2500 мм                 |
| Висота даху вагона над головкою рейки          | 3500 мм                 |
| Висота низької частині полу над головкою рейки | 360 мм                  |
| База вагона по візках                          | 8840 мм                 |
| База ходової візка                             | 1900 мм                 |
| Діаметр коліс                                  | 700 мм                  |
| Ширина колії                                   | 1524 мм                 |
| Тягові характеристики                          |                         |
| Максимальна швидкість                          | 75 км/год               |
| Максимальне навантаження на вісь візка         | 8000 кг                 |
| Номінальна напруга високовольтних ланцюгів     | 550 B                   |
| Номінальна напруга низьковольтних ланцюгів     | 24 B                    |
| Потужність тягових двигунів                    | 85 кВт                  |

## Оператори

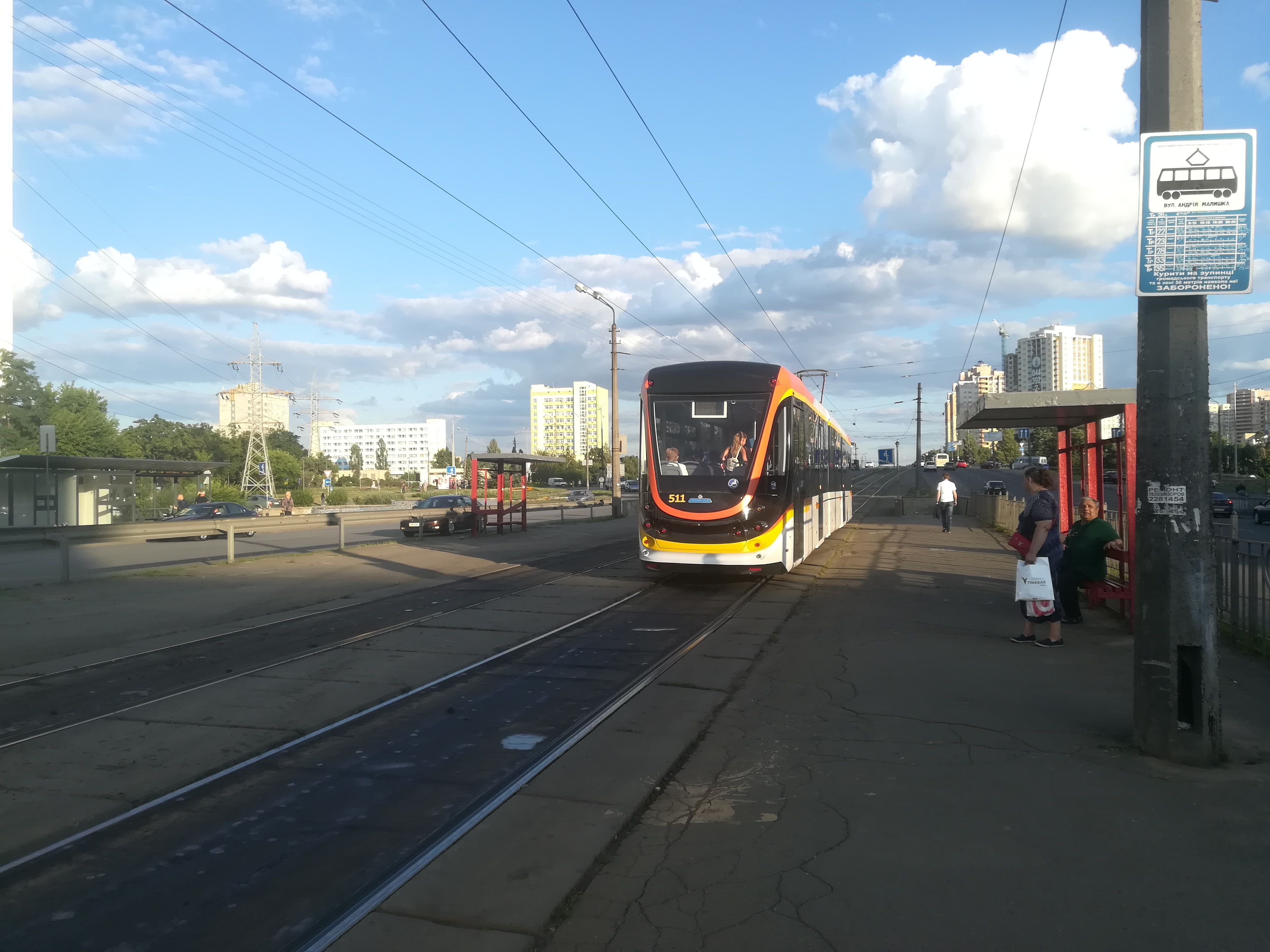
К-1М6 на вулиці Братиславській в Києві

- Київський трамвай — 1 вагон + 10 вагонів - поставка з 1 грудня 2018 року по 31 грудня 2019 року[10].